# Hans Baumgartner
Hans Baumgartner (Stühlingen, 30 maggio 1949) è un ex lunghista tedesco.

## Palmarès

### Olimpiadi
- 1 medaglia:
  - 1 argento (Monaco di Baviera 1972)

### Europei indoor
- 5 medaglie:
  - 3 ori (Sofia 1971; Rotterdam 1973; San Sebastián 1977)
  - 2 argenti (Grenoble 1972; Göteborg 1974)

### Universiadi
- 1 medaglia:
  - 1 bronzo (Mosca 1973)